# Casa de la Serena

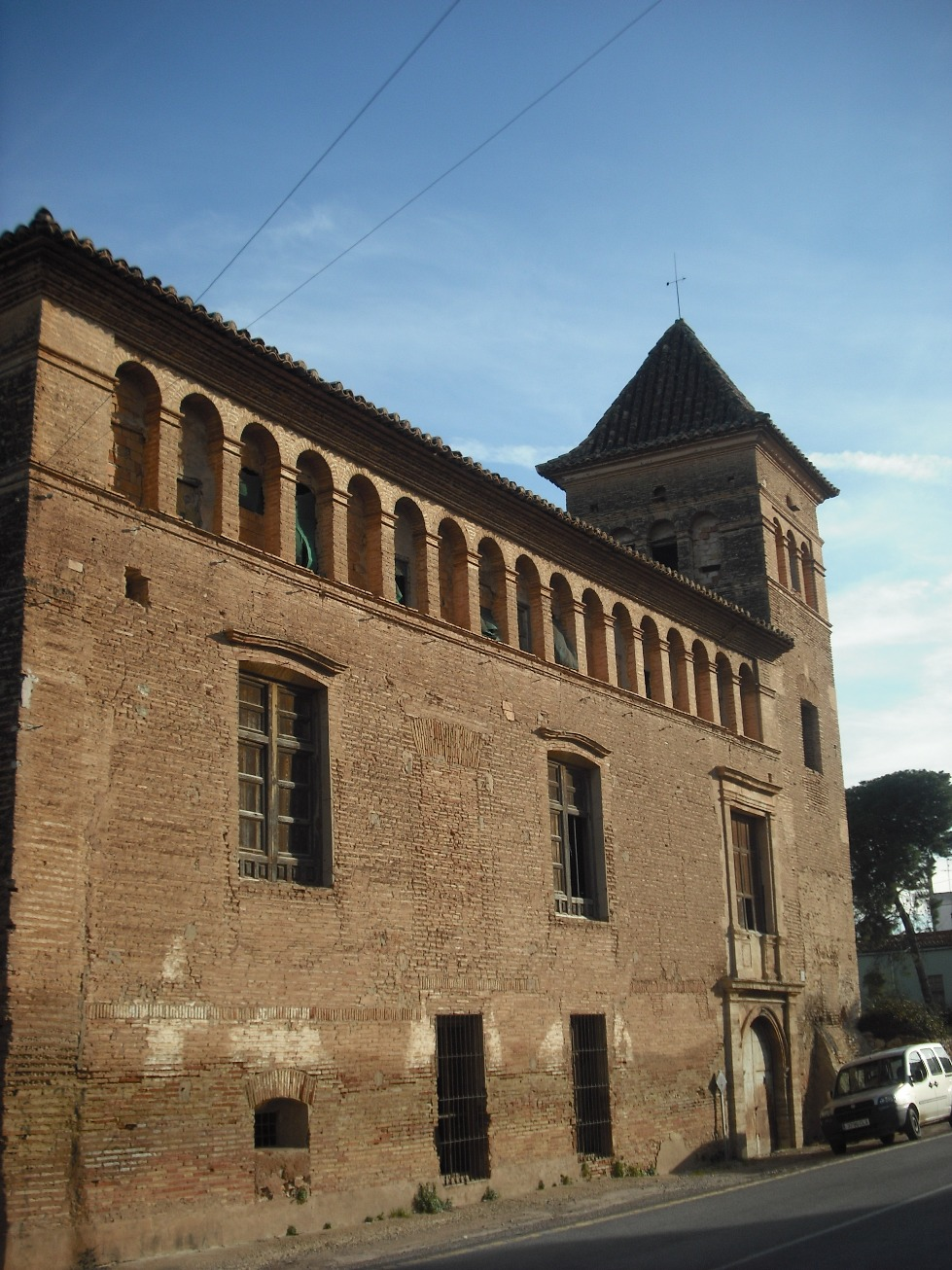
Casa de la Serena vista desde el norte.

La casa de la Serena, también llamada de la Sirena, de la Torre o de los Ferragud. Se encuentra situada en la huerta valenciana, en el término municipal de Alfara del Patriarca, pero colindante con el núcleo urbano vecino de Benifaraig) (provincia de Valencia). Es un edificio residencial palaciego de estilos renacentista y barroco, construido entre los siglos XVI y XVIII, cuyo nombre proviene de la figura que rodea su escudo nobiliario, aunque propiamente posee cabeza de mujer y cola de serpiente.

## Descripción
Se trata de un palacio rural que cumple la función de alquería, y de villa de recreo señorial. Esta doble circunstancia le proporciona la particularidad de introducir características de vivienda urbana, como es la de situar su fachada y acceso principal directamente al exterior, recayente al camino de Benifaraig a Alfara. 
El conjunto, casa principal y anejos, constituye uno de los pocos ejemplos de arquitectura palaciega del siglo XVI en este medio, donde se han abandonado las antiguas maneras, y aparecen nuevos esquemas en planta, nuevos temas de composición y fábricas rejuvenecidas por el manierismo y las técnicas depuradas de su construcción, todo ellos junto a elementos clasicistas. Durante el siglo XVIII, la casa sufre otra intervención producto de la cual son los grandes huecos que se abren en la fachada principal e interior, cegándose otros y colocando sobre la torre una cubierta apuntada a cuatro aguas.
El esquema arquitectónico es más complejo que las alquerías señoriales precedentes, de tradición medieval. El patio no es solo el espacio de acceso, labores y relación, como en una alquería gótica, ni tampoco el núcleo articulador y de transición entre la calle y la casa del palacio gótico, es lo uno y lo otro a la vez.
La planimetría del edificio principal se compone de una doble crujía en dos de las bandas del patio, con dos cuerpos de edificación en profundidad construidos por muros de carga paralelos a la fachada. El acceso es lateral en planta y obliga a cambiar la direccionalidad de las líneas de carga que se sitúan normales al paso. Una vez en el interior se accede a la vivienda principal, en la planta primera, por una puerta en la base de la torre que da acceso a la escalera. 
La torre se sitúa en uno de los extremos. Volumétricamente tiene una independencia importantísima, y toma un contenido de uso particular al servicio de la vivienda principal: la escalera se desarrolla dentro de ella. Su cuerpo se eleva hasta conseguir abrir los huecos en todas las fachadas. Una cubierta, con influencia flamenca, remata la torre y la prolonga verticalmente insistiendo en su esbeltez. Una galería remata las fábricas lisas y sirve de soporte a un alero potente que limita el volumen.